# هيرمان بيلنج
هيرمان بيلنج (بالألمانية: Hermann Billing)‏ (و. 1867 – 1946 م) هو مهندس معماري، وأستاذ جامعي من ألمانيا . ولد في كارلسروه.
توفي في كارلسروه.

## أعمال بارزة
من أهم أعماله:
- Staatliche Kunsthalle Baden-Baden.

## مناصب وهيئات
أدار معهد كارلسروه للتكنولوجيا.